# Họ Kỳ lân biển

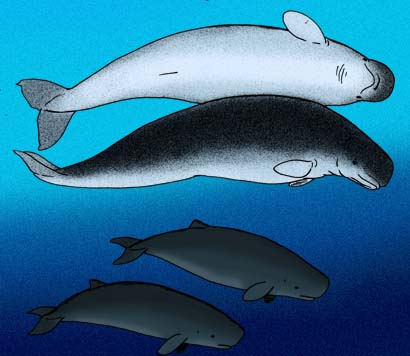
Denebola brachycephala

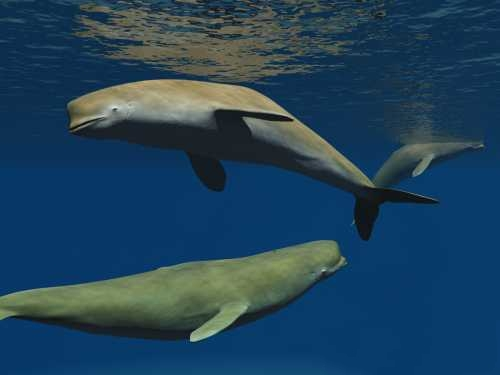
Bohaskaia monodontoides

Monodontidae là một họ gồm 2 loài cá voi là kỳ lân biển và cá voi trắng. Chúng là loài bản địa của các vùng ven biển và vùng đóng băng quan Bắc Băng Dương, và kéo dài đến phía bắc của Đại Tây Dương và Thái Bình Dương.
Cả hai loài đều có kích thước trung bình dài từ 3 đến 5 m, với trán tròn, và có mõm ngắn hoặc không có mõm. Chúng không có vây lưng thật sự, nhưng có một dãi hẹp chạy dọc trên lưng, nó thể hiện rõ hơn ở kỳ lân biển. Chúng là loài động vật có âm vực cao, giao tiếp với nhau trong một dãi âm rộng. Giống như những loài cá voi khác, chúng cũng sử dụng sóng âm để định hướng.

## Phân loại học
Các bằng chứng về gen chỉ ra rằng cá heo chuột có quan hệ rất gần với cá voi trắng, và hai họ này hợp thành một nhát mà đã được tách ra từ liên họ cá heo trong vòng 11 triệu năm qua.
Phân bộ Odontoceti (cá voi có răng)
- Liên họ Delphinoidea
  - Họ Monodontidae
    -       - Chi Bohaskaia, loài Bohaskaia monodontoides
      - Chi Denebola, loài Denebola brachycephala

    - Phân họ Delphinapterinae
      - Chi Delphinapterus
        - Delphinapterus leucas, Cá voi trắng

      - Chi † Denebola
        - Denebola brachycephala

    - Phân họ Monodontinae
      - Chi Monodon
        - Monodon monoceros, Kỳ lân biển